# Susanne Claußen
Susanne Claußen (* 1976 in Dachau) ist eine deutsche Religions- und Kulturwissenschaftlerin. Sie kuratierte das Bibelmuseum „Bibliorama“ in Stuttgart.

## Leben und Wirken
Susanne Claußen wuchs in einem protestantischen Pfarrhaus in Bayern auf. Sie studierte an der Universität Tübingen Vergleichende Religionswissenschaft, Empirische Kulturwissenschaft und Kunstgeschichte. 2008 promovierte sie zum Dr. phil. bei Günter Kehrer und Gottfried Korff mit einer kulturwissenschaftlichen Dissertation über die Darstellbarkeit von Religionen im Museum. Sie untersuchte darin die Aussagen, die in volkskundlichen, ethnologischen und kunsthistorischen Dauerausstellungen über Religionen enthalten sind,  am Beispiel von Kloster Ansbach, des Museums Schnütgen in Köln und der Völkerkundemuseen in Bremen und Stuttgart.
Im Auftrag der Evangelischen Landeskirche Württemberg konzipierte und kuratierte sie als  freiberufliche  Kulturwissenschaftlerin 2011 das Bibelmuseum „Bibliorama“ in Stuttgart und baute die Dauerausstellung in den folgenden Jahren auf. Zum Evangelischen Kirchentag im Juni 2015 wurde das Museum eröffnet. Der Martin Luther gewidmete Teil der Ausstellung behandelt auch das „in Schulbüchern vernachlässigte akustische Gedächtnis der Reformation“. Sie kuratierte außerdem die Wanderausstellung Was glaubst denn du? Wichtiges aus Christentum und Islam zum Selbstherausfinden sowie die Sonderausstellung Mit Beschränkungen leben – heute und damals.
Claußen war Dozentin an der Johannes Gutenberg-Universität Mainz. Seit 2019 leitet sie die Fachstelle Bildung und Erwachsenenarbeit im Evangelischen Dekanat Wiesbaden. Sie ist Jurymitglied der Evangelischen Filmarbeit. Sie ist verheiratet, hat zwei Kinder und lebt mit ihrer Familie in Wiesbaden-Biebrich.

## Veröffentlichungen
Monografien
- Anschauungssache Religion. Zur musealen Repräsentation religiöser Artefakte,  Transcript Verlag. Bielefeld 2009, ISBN 978-3-525-55722-8 (PDF 2015, ISBN 978-3-8394-1283-1)
- Reformation wagen: Bürger, Bauer, Edelmann in Zeiten großer Veränderung. Das Beispiel Wiesbaden und Umgebung. Societäts-Verlag, Frankfurt 2017, ISBN 978-3-95542-276-9 (Leseprobe, pdf)

Buchbeiträge
- Zum St. Mungo Museum of Religious Life and Art in Glasgow. Religiöse Vorstellungen, ethische Verpflichtungen und wissenschaftlicher Anspruch. In: Anja Schöne (Hrsg.): Dinge – Räume – Zeiten. Religion und Frömmigkeit als Ausstellungsthema, Waxmann, Münster 2009, ISBN 978-3-8309-6861-0, S. 67–79
- Religion im Überraschungs-Ei. In: Carina Branković u. a. (Hrsg.): Religion in Ex-Position. Eine religionswissenschaftliche Ausstellung, Universitätsmuseum Heidelberg (Kataloge, Band 11), Heidelberg 2016, ISBN 978-3-946531-04-3, S. 60–62
- Martin Luther im bibliorama. Eine Vergegenwärtigung mit den Mitteln des Mediums Ausstellung. In: Roland Bernhard, Felix Hinz, Robert Maier: Luther und die Reformation in internationalen Geschichtskulturen. V&R unipress, Göttingen 2017, ISBN 978-3-8471-0752-1, S. 341–356 (Volltext pdf)